# Ernst-Günther Baade
Ernst-Günther Baade (Falkenhagen, 1897. augusztus 20. – Bad Segeberg, 1945. május 8.) német altábornagy. A második világháború európai hadszínterének utolsó napján egy csatában szerzett sebesülésébe belehalt.

## Pályafutása

### I. világháború
1914-ben - 17 évesen - önként jelentkezett a Német Hadseregbe, ahol a 9. könnyűlovas-ezredhez került. A keleti fronton nyújtott Kiemelkedő harci tevékenysége miatt tiszti iskolába küldték. 1916 augusztusában hadnaggyá léptették elő. 1918-ban a nyugati fronton harcolt, ahol egy mérgesgáz támadásban megsérült.

### II. világháború
1942. március 6-tól a tartalék hadsereg tisztje volt. 1942. április 15-től a 115. lövészezred parancsnoka Észak-Afrikában. Baade ezredes 1942. május 27-én hívta fel magára a figyelmet, mikor páncélos támadás érte a 15. páncélos hadosztály hátsó szárnyát. Az ezred egy zászlóaljának vezénylete alatt sikerült másnap beszivárognia Bir Hakeimbe. 24 óra keserves harc után sikerült visszaverni a brit támadást. Ezzel a harci cselekménnyel kiérdemelte a Vaskereszt Lovagkeresztjét.
1942. július 28-án újabb sérüléseket szerzett El-Alameinnél a brit tüzérség által. Rómába, majd utána Németországba szállították lábadozásra. 1943-ban ő vezette Szicília kiürítéséhez fontos Messinai-szoros védelmét. Monte Cassinónál tanúsított hősiességért vezérőrnaggyá léptették elő. Ismert volt különc viselkedéséről, gyakori frontvonal-látogatásairól és kevés személyzetéről. Ezek tették népszerűvé katonái között.
Halálos sebesülést 1945. április 24-én szerezte Neverstavenben, amikor egy brit bombázó foszforral találta el páncélautóját. Baadet a közeli kórházba, Bad Segeberg szállították, ahol május 8-án elhunyt.

## Fordítás
- Ez a szócikk részben vagy egészben  az   Ernst-Günther Baade című angol Wikipédia-szócikk ezen változatának fordításán alapul.  Az eredeti cikk szerkesztőit annak laptörténete sorolja fel. Ez a jelzés csupán a megfogalmazás eredetét és a szerzői jogokat jelzi, nem szolgál a cikkben szereplő információk forrásmegjelöléseként.

## Külső hivatkozások
- Életrajz (németül)